# Campeonato Sanmarinense 2000-01
El Campeonato sanmarinense 2000-01 fue la decimosexta edición del  Campeonato sanmarinense de fútbol. Cosmos  conquistó su primer título al vencer por 3-1 al  Folgore/Falciano en la final

## Equipos participantes
| Club             | Ciudad         |
| ---------------- | -------------- |
| Cailungo         | Borgo Maggiore |
| Cosmos           | Serravalle     |
| Domagnano        | Domagnano      |
| Faetano          | Faetano        |
| Folgore/Falciano | Serravalle     |
| Juvenes/Dogana   | Serravalle     |
| La Fiorita       | Montegiardino  |
| Libertas         | Borgo Maggiore |
| Montevito        | Fiorentino     |
| Murata           | San Marino     |
| Pennarossa       | Chiesanuova    |
| San Giovanni     | Borgo Maggiore |
| Tre Fiori        | Fiorentino     |
| Tre Penne        | Serravalle     |
| Virtus           | Acquaviva      |

## Fase Regular

#### Grupo A
| Pos. | Equipo     | Pts. | PJ | G  | E | P  | GF | GC | Dif. | Clasificación 2000–01 |
| ---- | ---------- | ---- | -- | -- | - | -- | -- | -- | ---- | --------------------- |
| 1    | Cosmos     | 40   | 21 | 12 | 4 | 5  | 38 | 18 | +20  | Play-Off              |
| 2    | Faetano    | 36   | 21 | 10 | 6 | 5  | 38 | 26 | +12  | Play-Off              |
| 3    | Tre Penne  | 35   | 21 | 10 | 5 | 6  | 36 | 27 | +9   | Play-Off              |
| 4    | Domagnano  | 32   | 21 | 8  | 8 | 5  | 36 | 27 | +9   |                       |
| 5    | Cailungo   | 26   | 21 | 7  | 5 | 9  | 34 | 27 | +7   |                       |
| 6    | Libertas   | 26   | 21 | 7  | 5 | 9  | 46 | 47 | −1   |                       |
| 7    | Montevito  | 26   | 21 | 7  | 5 | 9  | 21 | 38 | −17  |                       |
| 8    | La Fiorita | 12   | 21 | 2  | 6 | 13 | 24 | 51 | −27  |                       |

Actualizado a los partidos jugados el 2001.
 Fuente: -

#### Grupo B
| Pos. | Equipo           | Pts. | PJ | G  | E | P  | GF | GC | Dif. | Clasificación 2000–01 |
| ---- | ---------------- | ---- | -- | -- | - | -- | -- | -- | ---- | --------------------- |
| 1    | Virtus           | 42   | 20 | 12 | 6 | 2  | 45 | 23 | +22  | Play-Off              |
| 2    | Murata           | 35   | 20 | 10 | 5 | 5  | 25 | 22 | +3   | Play-Off              |
| 3    | Folgore/Falciano | 33   | 20 | 9  | 6 | 5  | 34 | 19 | +15  | Play-Off              |
| 4    | Pennarossa       | 31   | 20 | 9  | 4 | 7  | 39 | 30 | +9   |                       |
| 5    | San Giovanni     | 28   | 20 | 7  | 7 | 6  | 27 | 32 | −5   |                       |
| 6    | Tre Fiori        | 10   | 20 | 2  | 4 | 14 | 25 | 50 | −25  |                       |
| 7    | Juvenes/Dogana   | 10   | 20 | 2  | 4 | 14 | 15 | 46 | −31  |                       |

Actualizado a los partidos jugados el 2001.
 Fuente: -

## Play-offs

#### Primera ronda
|}

#### Segunda ronda
| Equipo 1         | Resultado | Equipo 2  |
| ---------------- | --------- | --------- |
| Folgore/Falciano | 2–1       | Faetano   |
| Murata           | 3–0       | Tre Penne |

|}

#### Tercera ronda
| Equipo 1 | Resultado | Equipo 2         |
| -------- | --------- | ---------------- |
| Virtus   | 1–2       | Folgore/Falciano |
| Cosmos   | 0–1       | Murata           |

|}

#### Cuarta ronda
| Equipo 1  | Resultado | Equipo 2 |
| --------- | --------- | -------- |
| Tre Penne | 1–0       | Virtus   |
| Faetano   | 0–3       | Cosmos   |

|}

#### Semifinal
| Equipo 1         | Resultado | Equipo 2 |
| ---------------- | --------- | -------- |
| Folgore/Falciano | 2–0       | Murata   |
| Tre Penne        | 0–4       | Cosmos   |

|}

#### Final
| Equipo 1 | Resultado | Equipo 2 |
| -------- | --------- | -------- |
| Murata   | 0–1       | Cosmos   |

|}

| Equipo 1         | Resultado | Equipo 2 |
| ---------------- | --------- | -------- |
| Folgore/Falciano | 1–3       | Cosmos   |

| Campeón          |
|                  |
| Cosmos 1° título |